# Cruz de Valor (Polónia)

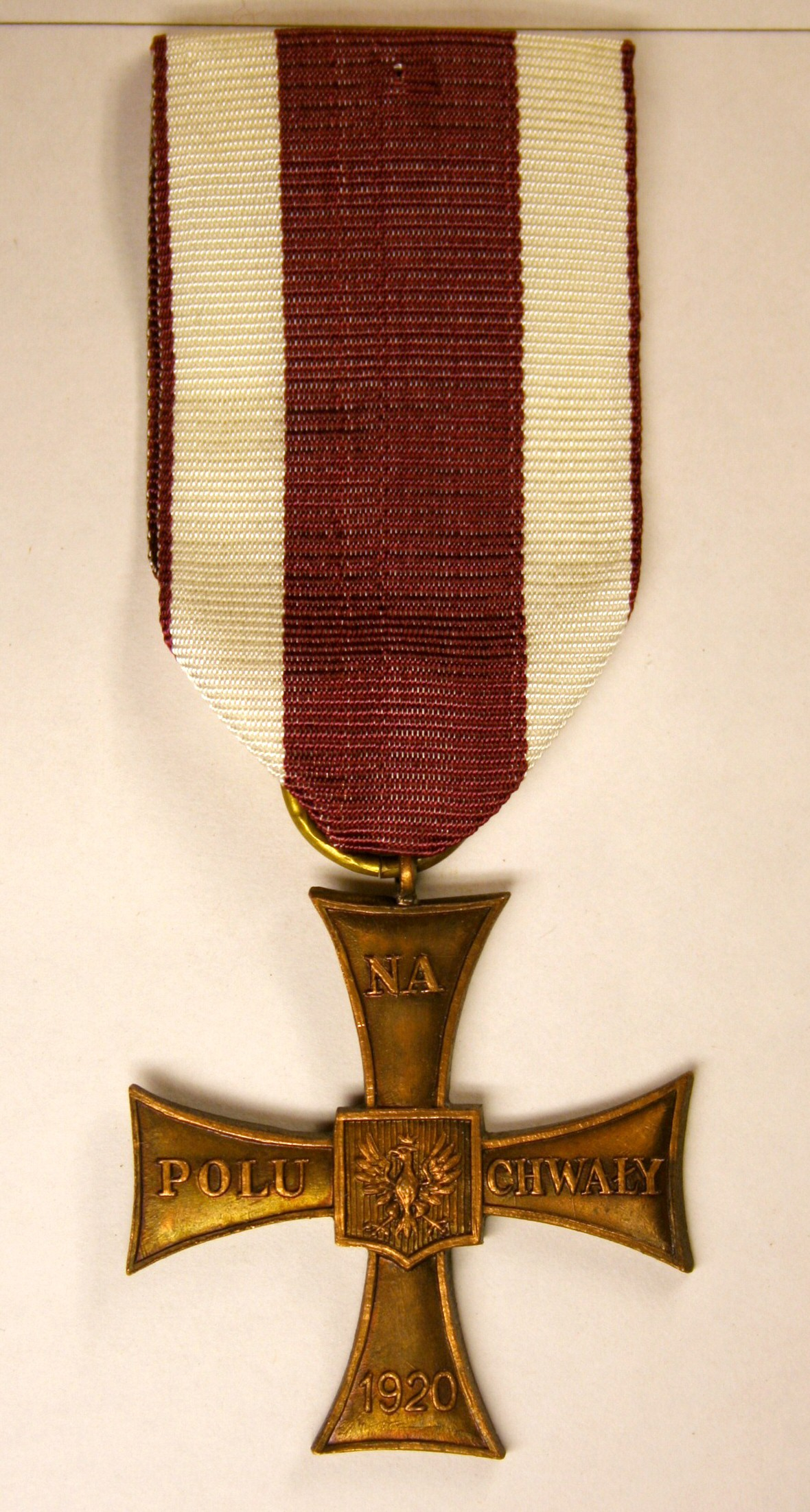
Cruz de Valor

Cruz de Valor (em polonês/polaco:  Krzyż Walecznych) é uma condecoração militar da Polónia, introduzida pela primeira vez pelo Conselho de Defesa Nacional (em polonês/polaco:  Rada Obrony Państwa) a 11 de Agosto de 1920, durante a Guerra Polaco-Soviética, e destinada a recompensar um comportamento honroso perante o inimigo em batalha. A condecoração é concedida a quem "tenha demonstrado feitos de valor e coragem no campo de batalha" e pode ser dada à mesma pessoa até quatro vezes. A medalha é apenas concedida em tempo de guerra ou pouco depois do seu termo.